# Sigismondo Caula

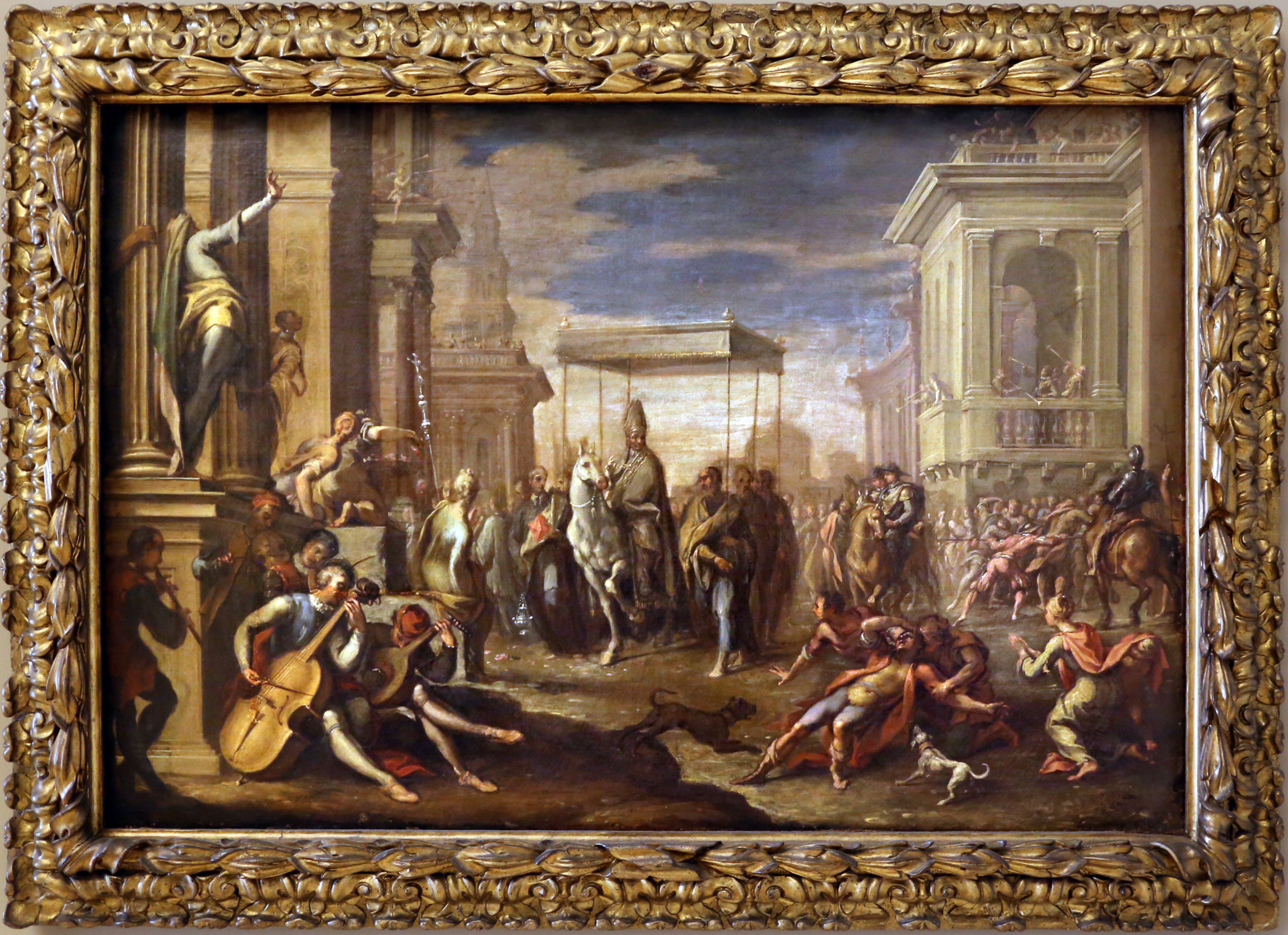
Miracle par sant'Ambrogio, Galleria Estense

Sigismondo Caula (Modène, 24 mai 1637 - juillet 1724) est un peintre italien baroque qui fut actif de la fin du XVIIe  au début du XVIIIe siècle.

## Biographie
Sigismondo Caula fut un élève de Jean Boulanger, après son voyage à Venise vers 1667-1670, il délaissa ses acquis bolonais pour privilégier le luminisme du Tintoret.
Francesco Monti fut un de ses élèves.

## Œuvres
- Crucifixion,
- Un Jeune Homme agenouillé vu de dos tenant un cierge,
- Le Miracle de saint Ambroise, Galleria Estense, Modène[3].
- Saint Charles Borromée administrant les sacrements aux malades de la peste, Galleria Estense, Modène.
- Vierge et l'Enfant avec saint Jean baptiste et un donateur, Collection privée, Philadelphie.
- Fresques, voûte de l'église San Vincenzo, Modène.
- Exaltation du Christ et des saints, centre du transept, église San Agostino, Modène.
- Marie-Madeleine pénitente,
- Fresques, sanctuaire de la Bienheureuse Vierge Marie, Fiorano Modenese.
- Fresques (1701), voûte de l'église San Barnaba, Modène.
- Hercule étouffant Antée, pierre noire, plume, encre brune, lavis brun, aquarelle jaune, rehauts de blanc sur papier beige. H. 0,314 ; L. 0,209[4]. Beaux-Arts de Paris. Cette feuille au lavis intense et aux touches d'aquarelle date de 1637 et traite de l'anatomie de deux corps luttant dans un combat mortel. Le sujet est abordé de manière très plastique et rend surtout compte des corps musculeux[5].
- Jeune femme, la tête renversée en arrière, pinceau, deux tons différents de lavis de sanguine, rehauts de blanc, traits de pierre noire sur papier beige. H. 0,196 ; L. 0,212 m. Beaux-Arts de Paris. Cette figure isolée, dessinée au lavis et à la sanguine est saisie dans une attitude peu conventionnelle, allongée sur son lit, la tête renversée. La feuille date sans doute des années 1685[6].